# Luigi Centurione
Luigi Centurione (Genova, 29 agosto 1686 – Castel Gandolfo, 2 ottobre 1757) è stato un gesuita italiano, diciassettesimo Preposito generale della Compagnia di Gesù (30 novembre 1755 - 2 ottobre 1757).

## Formazione e primi anni
Proveniente da una famiglia genovese molto nota, Centurione studiò presso la scuola dei gesuiti di Parma, prima di entrare nella Compagnia di Gesù nel 1703. Al termine della formazione spirituale e filo-teologica, egli fu ordinato sacerdote nel 1717. Centurione sembrò pronto per intraprendere la sua carriera di insegnante di Lettere, Filosofia e Teologia quando fu nominato Provinciale dei gesuiti di Milano nel 1750. Così come provinciale egli prese parte alla Congregazione Generale nella quale fu eletto Superiore Generale Ignazio Visconti nel 1751. Visconti gli assegnò il ruolo di Assistente per gli affari italiani a Roma, e lasciò scritto che egli sarebbe dovuto diventare Vicario Generale dopo la sua morte.

## Superiore Generale
Eletto Superiore Generale durante la diciottesima Congregazione il 30 novembre 1755, appena pochi giorni dopo il terribile terremoto di Lisbona, egli si trovò subito di fronte alle conseguenze della campagna internazionale di Pombal contro i gesuiti. L'ostilità di Pombal nei confronti della Compagnia è stata aggravata dall'opuscolo insensibile del gesuita Gabriele Malagrida (giustiziato in 1761) in che aveva definito il devastante terremoto di Lisbona come un castigo di Dio su un paese diretto da un primo ministro senza religione. Severe misure erano state prese contro i gesuiti in Portogallo, e una prima richiesta arrivò al morente Papa Benedetto XIV affinché la Compagnia di Gesù fosse soppressa.
Di fronte alle crescenti accuse di lassismo circa l'approccio che la Compagnia aveva nel campo delle questioni morali, Centurione, nel 1756 scrisse una lettera a tutti i superiori gesuiti insistendo sul rafforzamento della formazione di teologia morale nelle case di formazione.  Prima, come richiesto dalla diciottesima Congregazione generale (1755) che lo elesse,  Centurione scrisse sullo vero spirito della Compagnia. Chiaramente ci si trovava di fronte a tempi non semplici e Centurione sostenne che la vita spirituale dei suoi uomini doveva essere fortificata affinché potessero meglio affrontare l'imminente tempesta.
Le difficoltà causate dalle attività commerciali rischiose del Padre Antoine de Lavalette e l'inetto trattamento del fallimento di Lavalette da parte dei gesuiti francesi comportarono ulteriori complicazioni per Centurione e incoraggiarono coloro che sostenevano che la Compagnia era al di là di tutta riforma.

## Breve reggenza da Generale
Il breve periodo in cui egli fu Superiore Generale, non gli diede modo di fare molto. Tuttavia, la sua affabilità e resistenza del carattere, non cedendo alle minacce e non permettendo né a se stesso né agli altri di cedere a movimenti di rappresaglie, hanno preparato in qualche modo i suoi compagni gesuiti ad assumere l'atteggiamento giusto per affrontare ciò che sarebbe accaduto nel 1773, la soppressione della Compagnia di Gesù.